# Miniclip

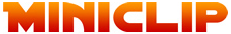
Miniclip bild

Miniclip är en webbsida med gratis internetspel. Sidan grundades år 2000 av Robert Small, och har vuxit till den största hemsidan för webbaserad spel. Den har över 43 miljoner unika besökare varje månad. Några av de populäraste spelen är Club Penguin, Heli Attack 3 och Head Ball 2. De har även gjort det kända spelet agar.io.